# John Henninger Reagan

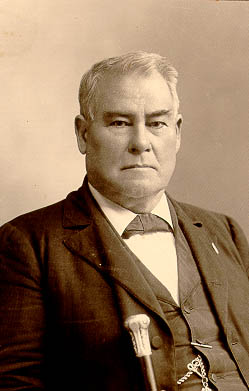
John Henninger Reagan

John Henninger Reagan, född 8 oktober 1818 i Sevier County, Tennessee, död 6 mars 1905 i Anderson County, Texas, var en amerikansk politiker (demokrat). Han tjänstgjorde som postminister i Amerikas konfedererade staters regering 1861-1865. Han var CSA:s finansminister från april till maj 1865. Han representerade delstaten Texas i båda kamrarna av USA:s kongress, först i representanthuset 1857-1861 samt 1875-1887 och sedan i senaten 1887-1891.
Reagan flyttade 1839 till Republiken Texas. Han studerade juridik och inledde 1848 sin karriär som advokat i Texas.
Lemuel D. Evans representerade knownothings i USA:s representanthus 1855-1857. Demokraten Reagan profilerade sig som motståndare till populistiska knownothings och besegrade Evans i kongressvalet 1856. Reagan avgick 1861 som kongressledamot då det blev klart att Texas skulle utträda ur USA. CSA:s postdepartement (Confederate States of America Post-office Department) kom till stånd våren 1861 och Reagan blev utnämnd till CSA:s postminister (Confederate States Postmaster General). George Trenholm avgick i april 1865 som CSA:s finansminister och efterträddes av Reagan. Tiden som finansminister blev mycket kort på grund av sydstaternas nederlag i amerikanska inbördeskriget. Reagan blev tillfångatagen i maj 1865 men han blev frisläppt senare samma år efter att ha vädjat till sydstaternas invånare att de skulle samarbeta med unionen och acceptera slutet på slaveriet.
Reagan efterträdde 1875 William S. Herndon som kongressledamot. Han efterträdde 1887 Samuel B. Maxey som senator för Texas. Han avgick fyra år senare och efterträddes av Horace Chilton.
Reagan var metodist. Hans grav finns på East Hill Cemetery i Palestine, Texas.